# Jacques Chaban-Delmas
Jacques Chaban-Delmas, nacido Jacques Delmas (París, 7 de marzo de 1915 - París, 10 de noviembre de 2000) fue un político francés, de tendencia gaullista. Durante su larga carrera política, ejerció el cargo de primer ministro, la presidencia de la Asamblea Nacional, puesto que ocupó hasta en tres ocasiones, y diversas carteras ministeriales. Fue además candidato a presidente de la República Francesa en 1974, siendo eliminado en primera vuelta. Asimismo, fue miembro de la Resistencia durante la Segunda Guerra Mundial, llegando al rango de general. Precisamente tras la guerra añadió su nombre en clave como resistente, Chaban, que había tomado del castillo de Chaban, en el Périgord, a su apellido Delmas.

## Primeros años y Resistencia

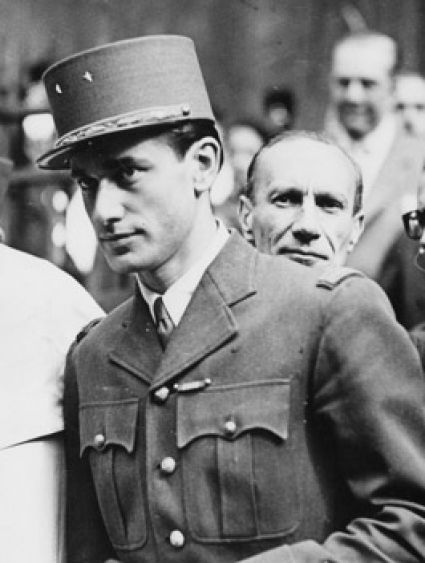
Jacques Chaban-Delmas, en 1944, vestido con el uniforme de general de brigada.

Jacques Chaban-Delmas nació con el nombre de Jacques-Michel-Pierre Delmas en París en 1915. Tras una trayectoria educativa mediocre, estudió Derecho en París, y posteriormente se graduó en Economía Política y Derecho Público en la Escuela Libre de Ciencias Políticas. Tras entrar en el servicio militar en 1938, pasó a zona libre en 1940, ingresando oficialmente en la Resistencia.
Chaban fue escalando en la Resistencia, ocupando puestos de funcionario en diversos ministerios. En mayo de 1943, fue nombrado delegado militar nacional, y poco después, se convirtió en el general de brigada más joven desde la Revolución. Esto le permitió participar en la Liberación de París, junto al general Leclerc. Fue nombrado caballero de la Legión de Honor, y recibió también la condecoración de compañero de la Liberación.

## Carrera política

### Diputado, alcalde y ministro
A sugerencia del general de Gaulle, Jacques Chaban-Delmas entró en política. En 1946, se presentó a las elecciones legislativas en Gironda, obteniendo un escaño que mantendría hasta 1997, con la excepción de los cinco años en que fue primer ministro, entre 1969 y 1972. Un año después, fue elegido alcalde de Burdeos. Durante sus casi 50 años al frente de la ciudad, Chaban comandó su profunda transformación, reformando el barrio de Mériadeck, uno de los más pobres de Burdeos, y convirtiéndolo en el distrito financiero de la capital girondina. En sus primeros años en política, Jacques Chaban-Delmas, que militaba por el europeísmo, también participó en la creación de la Conferencia Europea de Poderes Locales, una de las primeras instituciones comunitarias. 
En 1954, tras la formación del gobierno del progresista Pierre Mendès France, Jacques Chaban fue nombrado ministro de Obras Públicas, Transporte y Turismo. Dos años después, Guy Mollet le nombró ministro de Estado en un gobierno en el que François Mitterrand ocupaba la cartera de Justicia. Finalmente, en 1958, formó parte, como ministro de Defensa Nacional, del penúltimo gobierno de la Cuarta República, que fue dirigido por Félix Gaillard. En sus seis meses al frente de la defensa gala, Chaban-Delmas insistió en la necesidad de que Francia tuviese la bomba atómica para reforzar su protección.

### Presidente de la Asamblea Nacional con la Quinta República
En 1958, Charles de Gaulle regresó al poder, dando comienzo a la Quinta República. Jacques Chaban-Delmas ya era una de las principales figuras de la política francesa, y uno de los más fieles seguidores del nuevo presidente. Por ello, y después de que la Unión para la Nueva República, el partido gaullista, ganase las elecciones legislativas de 1958, la nueva mayoría presidencial, liderada por Michel Debré, eligió a Chaban como presidente de la Asamblea Nacional, el primero de la nueva república. Chaban-Delmas fue reelegido en 1962, 1967 y 1968 al frente de la Cámara Baja gala.
Su posición política le valió ser identificado por la revista Le Nouvel Observateur en 1963 como uno de los barones del gaullismo por su fidelidad a De Gaulle. Junto a él, fueron reconocidos Debré, Roger Frey, Olivier Guichard y Jacques Foccart.

### Primer ministro
En 1969, y tras una inesperada derrota en un referéndum nacional sobre la reforma del Senado y la regionalización de Francia, Charles de Gaulle dimitió como presidente de la República, dando paso a unas elecciones. Los comicios fueron vencidos por el ex primer ministro Georges Pompidou, candidato de la Unión de Demócratas por la República, que derrotó al presidente del Senado, el centrista Alain Poher, que ocupaba interinamente la presidencia de la República desde la renuncia de De Gaulle. Ya como presidente, Pompidou nombró a Jacques Chaban-Delmas primer ministro.
Durante sus cinco años al frente del Ejecutivo galo, Chaban-Delmas puso en marcha la Nueva Sociedad, una serie de medidas de corte social y de apertura pública que tenían el objetivo de cerrar definitivamente las heridas de mayo del 68, y de empezar una nueva etapa en la que la participación colectiva fuese una prioridad, y en la que se pudiese producir una cierta apertura política, como se demostró en el hecho de que el político de izquierdas Jacques Delors, que años después ocuparía puestos ministeriales durante la presidencia de Mitterrand, fuese uno de sus colaboradores. En su discurso de investidura frente a la Asamblea Nacional, el primer ministro declaró que su Gobierno quería ser "el de la reconciliación y la acción". Sin embargo, desde algunos sectores del gaullismo, se le acusó de ir demasiado lejos.
En 1972, y tras una campaña llevada a cabo por los dos principales colaboradores del presidente Pompidou, Pierre Juillet y Marie-France Garaud, Jacques Chaban-Delmas fue destituido como primer ministro y reemplazado por Pierre Messmer, hasta entonces ministro de Estado y ministro de los Departamentos y de los Territorios de Ultramar. En unas cartas publicadas en 2012, Pompidou decía de Chaban que trabajaba poco, que tenía pánico de ser clasificado políticamente a la derecha, y le acusaba de querer gustarle a todo el mundo.

### Candidato fallido a la presidencia y regreso a la presidencia de la Asamblea

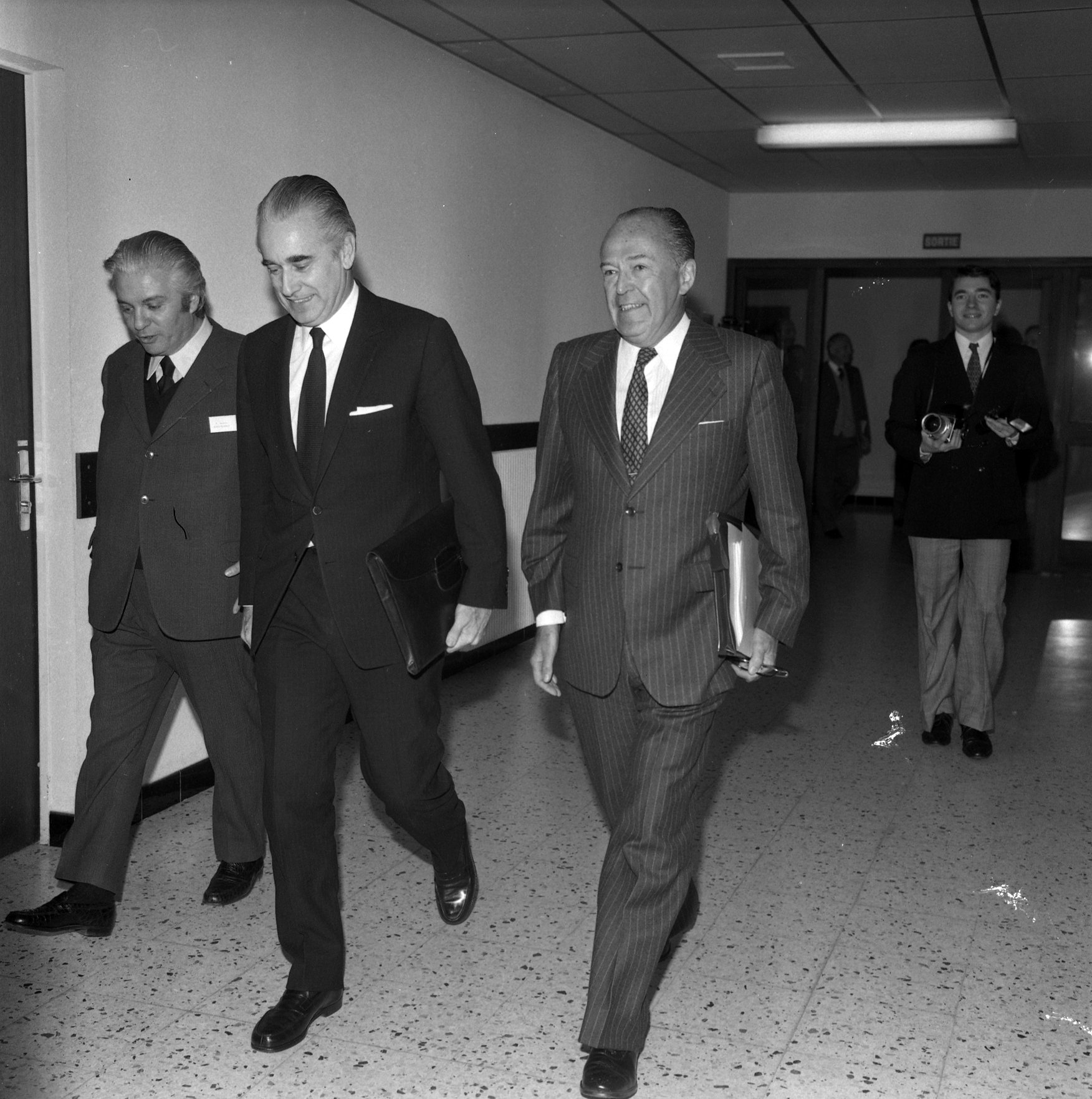
Jacques Chaban-Delmas, en marzo de 1974.

A pesar de su salida del Gobierno, Jacques Chaban-Delmas mantuvo su popularidad, y por ello, a medida que los rumores sobre la salud del presidente Pompidou, que padecía la enfermedad de Waldenström, un raro tipo de leucemia, se empezó a perfilar como el favorito para obtener la presidencia de la República. Cuando Pompidou falleció finalmente en 1974, Chaban-Delmas anunció su candidatura para las elecciones anticipadas dos días después de la muerte del presidente, para intentar evitar que otros políticos como el primer ministro Messmer o el ministro del Interior Jacques Chirac, se adelantasen.
Este anuncio anticipado, que una parte de la opinión pública consideró poco respetuoso con la memoria del presidente, unido a las acusaciones de fraude fiscal, y al llamado Manifiesto de los 43, con el que Chirac y otros 42 parlamentarios gaullistas anunciaron su apoyo a la candidatura del ministro de Economía, Valéry Giscard d'Estaing, provocó que Chaban-Delmas perdiera la vitola de favorito y cayese al tercer lugar en las encuestas. En una entrevista con el periodista Georges Suffert, el ex primer ministro intentó presentarse como el punto intermedio entre Giscard, a quien acusaba de ser un político demasiado a la derecha, y François Mitterrand, candidato de la izquierda. Sin embargo, el día de la primera vuelta, Jacques Chaban-Delmas obtuvo un 15,11% de los votos, muy lejos de Mitterrand, con un 43,25%, y de Giscard, con un 32,60%. De cara a la segunda vuelta, Chaban decidió aportar su apoyo a Giscard contra Mitterrand. Finalmente, Valéry Giscard d'Estaing fue elegido presidente, al superar a Mitterrand en la segunda vuelta por apenas 425.000 votos de diferencia.
En 1978, se produjo un cambio de alianzas en la mayoría presidencial, liderada entonces por Raymond Barre, y Chaban-Delmas, con el apoyo del presidente Giscard, fue nombrado nueve años después presidente de la Asamblea Nacional. De cara a las elecciones presidenciales de 1981, Jacques Chaban-Delmas decidió apoyar la candidatura de Michel Debré, rechazando apoyar las candidaturas de Giscard y de Chirac. Finalmente, François Mitterrand fue el elegido.

## Últimos años y muerte
Falleció en París el 10 de noviembre de 2000 a los 85 años de edad por un ataque de corazón